# Abessijnse specht
De Abessijnse specht (Dendropicos abyssinicus) is een vogel uit de familie Picidae (spechten).

## Verspreiding en leefgebied
Deze soort komt voor in Eritrea en Ethiopië.